# Хорезмский рубль
Хорезмский (хивинский) рубль — денежная единица Хорезмской Народной Советской Республики в 1920—1923 годах.

## История

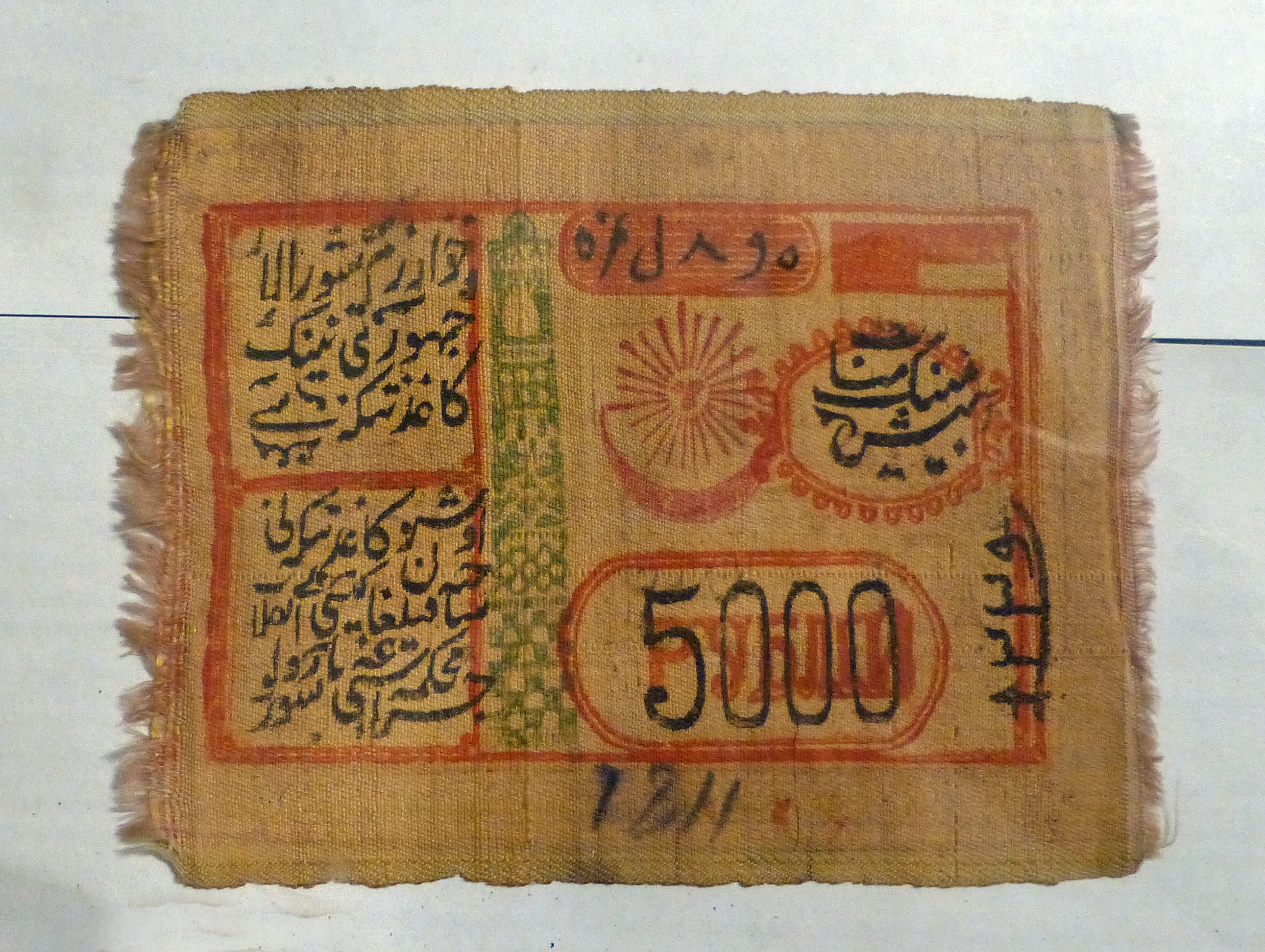
5000 рублей

С начала XIX века денежной единицей Хивинского ханства была хорезмская таньга. В начале XX века было установлено твёрдое соотношение: 1 рубль = 5 таньга. В 1919 году был начат выпуск банкнот ханства, на купюрах крупного достоинства номинал указывался в таньгах и рублях, с сохранением прежнего соотношения (1:5).
В 1920 году, после провозглашения Хорезмской Народной Советской Республики, выпуск монет и банкнот в таньгах был прекращён. Совет назиров республики в том же году начал выпуск банкнот и монет в рублях. В 1920 году были выпущены монеты в 20 рублей и банкноты в 250 и 750 рублей. Номинал последующих выпусков постоянно увеличивался. В 1921—1922 годах были выпущены монеты в 20, 25, 100 и 500 рублей. В 1921 году выпущены банкноты в 100, 250, 500, 1000, 2000, 5000, 10 000 и 25 000 рублей.
В 1919—1921 годах в обращении использовались также временные кредитные билеты Туркестанского края (туркбоны), выпуск которых был прекращён в 1921 году после унификации денежного обращения в Туркестане.
В 1922 году были выпущены новые купюры Хорезмской республики, при этом 1 рубль нового образца был равен 10 000 рублей прежних выпусков. Номиналы банкнот этого выпуска: 3, 5, 10, 25 рублей. Последний выпуск банкнот республики произведён в 1923 году, были выпущены купюры в 50, 100, 500 и 1000 рублей.
В марте 1923 года на экономической конференции среднеазиатских республик и на совещании в Народном комиссариате финансов в Москве было принято решение о прекращении эмиссии в Бухаре и Хиве и обмене местных денежных знаков на денежные знаки РСФСР. Хорезмский рубль обменивался на рубль совзнаками 1:1. Обмен был закончен к осени 1923 года.